# Под ступеньками
«Под ступеньками» — советский драматический телефильм 1989 года, снятый режиссёром Виктором Дерюгиным по сценарию Левиана Чумичёва.

## Сюжет
Яков Данилыч Дерябин после выхода из тюрьмы стал бездомным. У него нет разрешения на получение гражданства, и он не может найти работу из-за уголовного преступления. Он зарабатывает деньги на жизнь разовой работой и живёт под лестницей в своём бывшем доме.

## В ролях
- Михаил Пахоменко
- Юрий Смирнов
- Виктор Михайлов
- Владимир Толоконников
- Юрий Шульга
- Валентина Ананьина
- Любовь Румянцева
- Пётр Юрченков старший
- Алексей Зайцев
- Тамара Уржумова
- Вадим Балуев